# Bolong
Bolong („Drak objevitelů fosilií Bo Hai-Chena a Bo Xueho“) byl rod ornitopodního dinosaura, který žil v období rané křídy na území dnešní čínské provincie Liao-ning. Jednalo se o velmi primitivního zástupce iguanodontů.

## Popis a objev
Zkameněliny tohoto čtyřnohého býložravce byly objeveny na západě provincie v souvrství Yixian. Autory vědeckého popisu jsou paleontologové Wu Wen-hao, Pascal Godefroit a Hu Dong-yu, kteří dali v roce 2010 dinosaurovi jméno Bolong yixianensis. Přesné rozměry tohoto dinosaura nejsou známé.
Blízce příbuzným druhem byl například evropský taxon Portellsaurus sosbaynati.